# Marcus Thuram
Marcus Lilian Thuram-Ulien (phát âm tiếng Pháp: [maʁkys tyʁam], sinh ngày 6 tháng 8 năm 1997) là một cầu thủ bóng đá chuyên nghiệp người Pháp hiện đang thi đấu ở vị trí tiền đạo cắm cho câu lạc bộ Serie A Inter Milan và đội tuyển bóng đá quốc gia Pháp.

## Sự nghiệp câu lạc bộ

### Sochaux
Thuram bắt đầu sự nghiệp chuyên nghiệp của mình tại Sochaux với đội trẻ của câu lạc bộ. Anh ra mắt Ligue 2 vào ngày 20 tháng 3 năm 2015 trước Châteauroux khi thay cho Edouard Butin ở phút thứ 83. Anh chơi tổng cộng 43 trận cho Sochaux và ghi một bàn trong trận thua 3–1 trước Tours vào ngày 14 tháng 4 năm 2017.

### Guingamp
Vào ngày 5 tháng 7 năm 2017, Thuram gia nhập câu lạc bộ Guingamp tại Ligue 1 với mức phí không được tiết lộ. Vào tháng 8 năm 2018, anh gây chú ý khi thi đấu với thủ môn Gianluigi Buffon của Paris Saint-Germain, đồng đội lâu năm của cha anh ở Parma và Juventus.
Thuram đã ghi một quả phạt đền trong thời gian bù giờ để loại đội chủ nhà PSG khỏi vòng tứ kết của Coupe de la Ligue vào ngày 9 tháng 1 năm 2019 sau khi đá hỏng phạt đền trước đó trong trận thắng 2–1 tại Sân vận động Công viên các Hoàng tử. Hai mươi ngày sau, anh ghi bàn gỡ hòa trong trận hòa 2–2 trên sân nhà với Monaco ở trận bán kết. Trong loạt sút luân lưu sau đó, cú đá của anh đã bị Danijel Subašić cản phá dù Guingamp vẫn giành quyền đi tiếp.

### Borussia Mönchengladbach

#### 2019–20: Mùa giải đầu tiên
Vào ngày 22 tháng 7 năm 2019, Thuram gia nhập Borussia Mönchengladbach với hợp đồng có thời hạn 4 năm. Phí chuyển nhượng trả cho Guingamp được báo cáo là 12 triệu euro. Sau khi gia nhập câu lạc bộ, Thuram được trao chiếc áo số 10 do Thorgan Hazard bỏ trống sau khi Hazard chuyển đến Borussia Dortmund. Anh ghi bàn thắng đầu tiên trong trận ra mắt cho Gladbach vào ngày 9 tháng 8 ở vòng đầu tiên của DFB-Pokal gặp câu lạc bộ SV Sandhausen tại 2. Bundesliga. Anh ghi bàn thắng đầu tiên tại Bundesliga trong lần ra sân thứ năm của mình vào ngày 22 tháng 9 khi ghi cả hai bàn thắng trong chiến thắng 2–1 trên sân nhà trước Fortuna Düsseldorf.
Vào ngày 31 tháng 5 năm 2020, Thuram ghi hai bàn trong chiến thắng 4–1 trước Union Berlin. Anh đã quỳ gối sau bàn thắng đầu tiên của trận đấu và thực hiện pha ghi bàn để vinh danh các cuộc biểu tình đang diễn ra ở Hoa Kỳ sau vụ giết hại George Floyd.

#### 2021–2023: Các mùa giải tiếp theo và tham dự UEFA Champions League
Vào ngày 27 tháng 10 năm 2020, Thuram ghi hai bàn trong trận hòa 2–2 với Real Madrid ở vòng bảng UEFA Champions League. Vào ngày 19 tháng 12, Thuram bị đuổi khỏi sân vì nhổ nước bọt vào mặt hậu vệ Stefan Posch khi Gladbach thất bại với tỷ số 2–1 trước Hoffenheim, sau đó bị cấm thi đấu 6 trận và phải nộp phạt 40.000 euro.
Thuram không ghi bàn trong 15 trận đầu tiên ở Bundesliga mùa giải 2021–22. Sau đó, anh chỉ ghi được ba bàn, mỗi bàn vào lưới Wolfsburg, Stuttgart và Greuther Fürth.
Tính đến tháng 11 năm 2022, Thuram đã ghi được 10 bàn sau 15 trận đấu ở Bundesliga, qua đó cân bằng thành tích cá nhân của mình kể từ mùa giải ra mắt.
Vào tháng 4 năm 2023, giám đốc thể thao Roland Virkus của Gladbach đã xác nhận rằng Thuram rời câu lạc bộ vào cuối mùa giải 2022–23 sau khi Thuram quyết định không gia hạn hợp đồng.

### Inter Milan
Vào ngày 1 tháng 7 năm 2023, Thuram gia nhập chính thức đội bóng Inter Milan tại Serie A theo dạng chuyển nhượng tự do sau khi ký hợp đồng có thời hạn đến tháng 6 năm 2028. Vào ngày 3 tháng 9, anh ghi bàn thắng đầu tiên trong chiến thắng 4–0 của Inter trước Fiorentina. Vào ngày 3 tháng 10, anh ghi bàn thắng đầu tiên tại Champions League cho câu lạc bộ trong chiến thắng 1–0 trước Benfica ở vòng bảng, trở thành cầu thủ Pháp thứ ba ghi bàn trong giải đấu này cho Inter sau Youri Djorkaeff (Sturm Graz năm 1998) và Patrick Vieira (Bayern Munich năm 2006).

## Sự nghiệp quốc tế
Thuram từng là thành viên của đội U-19 Pháp vô địch Giải vô địch châu Âu 2016. Vào tháng 11 năm 2020, anh  lần đầu tiên được gọi vào đội tuyển quốc gia cho các trận đấu với Phần Lan, Bồ Đào Nha và Thụy Điển. Anh ra mắt vào ngày 11 tháng 11 trong trận giao hữu với Phần Lan với tỷ số là 0–2 tại Stade de France. Anh được triệu tập để tham dự UEFA Euro 2020 bị trì hoãn vào tháng 5 năm 2021.
Vào ngày 14 tháng 11 năm 2022, Thuram được triệu tập vào đội tuyển quốc gia bao gồm 26 người tham dự FIFA World Cup 2022. Trong trận chung kết với Argentina, anh và Randal Kolo Muani được tung vào sân thay cho Ousmane Dembélé và Olivier Giroud khi Pháp bị dẫn trước bởi Argentina với tỷ số 2–0 ở phút thứ 41. Anh kiến tạo bàn gỡ hòa của Kylian Mbappé để nâng tỷ số lên 2–2 vào cuối thời gian quy định và đồng thời cũng bị phạt thẻ vì lặn trong vòng cấm. Cuối cùng thì Pháp thua trận chung kết trong loạt sút luân lưu sau khi hòa 3–3. Vào ngày 7 tháng 9, anh ghi bàn thắng quốc tế đầu tiên trong chiến thắng 2–0 trước Ireland ở vòng loại Euro 2024.

## Đời tư
Thuram là con trai của cựu cầu thủ bóng đá người Pháp Lilian Thuram và là anh trai của cầu thủ bóng đá chuyên nghiệp Khéphren Thuram. Anh sinh ra ở thành phố Parma của Ý trong khi cha anh đang chơi cho câu lạc bộ. Anh được đặt theo tên của nhà hoạt động người Jamaica Marcus Garvey. Mặc dù cha anh chơi cho Juventus và Barcelona, anh đã ủng hộ Milan và Real Madrid từ thời niên thiếu.

## Thống kê sự nghiệp

### Câu lạc bộ
Tính đến 22 tháng 4 năm 2024
| Câu lạc bộ               | Mùa giải            | Giải vô địch        | Giải vô địch | Giải vô địch | Cúp quốc gia | Cúp quốc gia | Cúp Liên đoàn | Cúp Liên đoàn | Châu lục | Châu lục | Khác | Khác | Tổng cộng | Tổng cộng |
| Câu lạc bộ               | Mùa giải            | Hạng đấu            | Trận         | Bàn          | Trận         | Bàn          | Trận          | Bàn           | Trận     | Bàn      | Trận | Bàn  | Trận      | Bàn       |
| ------------------------ | ------------------- | ------------------- | ------------ | ------------ | ------------ | ------------ | ------------- | ------------- | -------- | -------- | ---- | ---- | --------- | --------- |
| Sochaux II               | 2013–14             | CFA                 | 4            | 0            | —            | —            | —             | —             | —        | —        | —    | —    | 4         | 0         |
| Sochaux II               | 2014–15             | CFA                 | 19           | 3            | —            | —            | —             | —             | —        | —        | —    | —    | 19        | 3         |
| Sochaux II               | 2015–16             | CFA                 | 9            | 0            | —            | —            | —             | —             | —        | —        | —    | —    | 9         | 0         |
| Sochaux II               | 2016–17             | CFA 2               | 6            | 3            | —            | —            | —             | —             | —        | —        | —    | —    | 6         | 3         |
| Sochaux II               | Tổng cộng           | Tổng cộng           | 38           | 6            | —            | —            | —             | —             | —        | —        | —    | —    | 38        | 6         |
| Sochaux                  | 2014–15             | Ligue 2             | 1            | 0            | 0            | 0            | 0             | 0             | —        | —        | —    | —    | 1         | 0         |
| Sochaux                  | 2015–16             | Ligue 2             | 15           | 0            | 3            | 0            | 1             | 0             | —        | —        | —    | —    | 19        | 0         |
| Sochaux                  | 2016–17             | Ligue 2             | 21           | 1            | 0            | 0            | 2             | 0             | —        | —        | —    | —    | 23        | 1         |
| Sochaux                  | Tổng cộng           | Tổng cộng           | 37           | 1            | 3            | 0            | 3             | 0             | —        | —        | —    | —    | 43        | 1         |
| Guingamp                 | 2017–18             | Ligue 1             | 32           | 3            | 2            | 1            | 0             | 0             | —        | —        | —    | —    | 34        | 4         |
| Guingamp                 | 2018–19             | Ligue 1             | 32           | 9            | 3            | 2            | 3             | 2             | —        | —        | —    | —    | 38        | 13        |
| Guingamp                 | Tổng cộng           | Tổng cộng           | 64           | 12           | 5            | 3            | 3             | 2             | —        | —        | —    | —    | 72        | 17        |
| Borussia Mönchengladbach | 2019–20             | Bundesliga          | 31           | 10           | 2            | 2            | —             | —             | 6        | 2        | —    | —    | 39        | 14        |
| Borussia Mönchengladbach | 2020–21             | Bundesliga          | 29           | 8            | 3            | 1            | —             | —             | 8        | 2        | —    | —    | 40        | 11        |
| Borussia Mönchengladbach | 2021–22             | Bundesliga          | 21           | 3            | 2            | 0            | —             | —             | —        | —        | —    | —    | 23        | 3         |
| Borussia Mönchengladbach | 2022–23             | Bundesliga          | 30           | 13           | 2            | 3            | —             | —             | —        | —        | —    | —    | 32        | 16        |
| Borussia Mönchengladbach | Tổng cộng           | Tổng cộng           | 111          | 34           | 9            | 6            | —             | —             | 14       | 4        | —    | —    | 134       | 44        |
| Inter Milan              | 2023–24             | Serie A             | 34           | 13           | 1            | 0            | —             | —             | 8        | 1        | 2    | 1    | 45        | 15        |
| Tổng cộng sự nghiệp      | Tổng cộng sự nghiệp | Tổng cộng sự nghiệp | 284          | 66           | 18           | 9            | 6             | 2             | 22       | 5        | 2    | 1    | 332       | 83        |

1. ↑  Bao gồm Coupe de France, DFB-Pokal và Coppa Italia
2. ↑  Bao gồm Coupe de la Ligue
3. ↑  Ra sân tại UEFA Europa League
4. 1 2  Ra sân tại UEFA Champions League
5. ↑  Ra sân tại Supercoppa Italiana

### Quốc tế
Tính đến 26 tháng 3 năm 2024
| Đội tuyển quốc gia | Năm       | Trận | Bàn |
| ------------------ | --------- | ---- | --- |
| Pháp               | 2020      | 3    | 0   |
| Pháp               | 2021      | 1    | 0   |
| Pháp               | 2022      | 5    | 0   |
| Pháp               | 2023      | 7    | 2   |
| Pháp               | 2024      | 2    | 0   |
| Tổng cộng          | Tổng cộng | 18   | 2   |

#### Bàn thắng quốc tế
Tính đến 18 tháng 11 năm 2023
Tỷ số và kết quả liệt kê bàn thắng của Pháp được để trước, cột tỷ số cho biết tỷ số sau mỗi bàn thắng của Thuram.
| # | Ngày                 | Địa điểm                                         | Trận | Đối thủ          | Bàn thắng | Kết quả | Giải đấu                 |
| - | -------------------- | ------------------------------------------------ | ---- | ---------------- | --------- | ------- | ------------------------ |
| 1 | 7 tháng 9 năm 2023   | Sân vận động Công viên các Hoàng tử, Paris, Pháp | 11   | Cộng hòa Ireland | 2–0       | 2–0     | Vòng loại UEFA Euro 2024 |
| 2 | 18 tháng 11 năm 2023 | Allianz Riviera, Nice, Pháp                      | 15   | Gibraltar        | 2–0       | 14–0    | Vòng loại UEFA Euro 2024 |

## Danh hiệu

### Câu lạc bộ
Guingamp
- Á quân Coupe de France: 2018–19[33]

Inter Milan
- Serie A: 2023–24[34]
- Supercoppa Italiana: 2023[35]

### Đội tuyển quốc gia
U-19 Pháp
- Giải vô địch bóng đá U-19 châu Âu: 2016[36]

Pháp
- Á quân FIFA World Cup: 2022[37]

### Cá nhân
- Cầu thủ tân binh xuất sắc nhất tháng Bundesliga: Tháng 9 năm 2019, tháng 10 năm 2019, tháng 11 năm 2019
- Bàn thắng đẹp nhất tháng Serie A: Tháng 9 năm 2023[38]